# Línea E5 de Exprés.cat (ATM Área de Barcelona)
La línea E5 es una línea de autobús interurbano del área metropolitana de Barcelona, operada por Hispano Igualadina (compañía adquirida por Monbus) bajo la marca comercial Exprés.cat
Hace su recorrido entre Barcelona —tiene su origen/destino en la Av. Diagonal con Maria Cristina— y Igualada —tiene su origen/destino delante del edificio "Punto Blanco"—. Entró en funcionamiento el 3 de junio de 2013 realizando el recorrido sin paradas intermedias entre las dos ciudades. El operador de la línea es Monbus y presta servicio los días laborables excepto en el mes de agosto.
Según la Generalidad de Cataluña, el corredor Barcelona-Igualada es el que tiene más demanda de viajeros de toda Cataluña con treinta y tres viajeros por expedición. En 2011, el corredor tuvo 950 000 viajeros y casi 28 500 expediciones.
El 24 de noviembre de 2017, Ricard Font (secretario del Departamento de Territorio de la Generalidad de Cataluña) y Pere Padrosa (director general de Transports i Mobilitat) mantuvieron una reunión en el Ayuntamiento de Igualada con su alcalde (Marc Castells) y los alcaldes de Castellolí, Bruch y Abrera (municipios afectados por la línea), con el propósito de iniciar un expediente de caducidad de la concesión a la operadora Monbus. Esta decisión se tomó debido a los resultados que se desprendieron de la auditoría que hizo la Generalidad a Monbus durante los últimos meses: 16 expedientes graves por servicio deficitario en el año 2017, un 8% de las paradas sin efectuarse, inspecciones de autocares desfavorables, cambios unilaterales de horarios y servicio telefónico deficiente, entre otros.
A finales de enero de 2018 se informó sobre un acuerdo para incorporar una nueva parada de inicio/final de trayecto en la parte norte de Igualada (delante del edificio más alto de la ciudad, el "Punto Blanco"). Esta parada entra en servicio el martes 3 de abril de 2018.
Así pues, las paradas que realizan los autocares son:
Sentido Igualada - Barcelona:
- Av. de Balmes, 71 (Igualada)
- Paseo Mossén Jacint Verdaguer, 50 (Igualada)
- Paseo Mossén Jacint Verdaguer, 130 (Igualada)
- Estación de autobuses de Igualada
- Av. Diagonal, Zona Universitària (Barcelona)
- Av. Diagonal, Palau Reial (Barcelona)
- Av. Diagonal, Maria Cristina (Barcelona)

Sentido Barcelona - Igualada:
- Av. Diagonal, Maria Cristina (Barcelona)
- Av. Diagonal, Palau Reial (Barcelona)
- Av. Diagonal, Zona Universitària (Barcelona)

- Estación de autobuses de Igualada

- Paseo Mossén Jacint Verdaguer, 45 (Igualada)
- Paseo Mossén Jacint Verdaguer, 1 (Igualada)

- Av. de Balmes, 76 (Igualada)

## Horario
| E5         | A: Barcelona                                                                  | A: Igualada                                     |
| Laborables | 06:15 a 06:45 cada 15 minutos 07:15 07:45 09:15 11:45 14:15 16:00 16:45 19:15 | 08:15 10:45 13:15 14:35 15:45 18:15 20:05 20:45 |

## Características de la línea
| Prestación                                | Disponibilidad en la línea |
| ----------------------------------------- | -------------------------- |
| Adaptada a                                | Sí                         |
| Información a los usuarios en tiempo real | Sí                         |
| Prioridad semafórica                      | No                         |
| Línea de tránsito rápido                  | No                         |
| Circula los sábados y festivos            | Sí                         |